# إلونيت
إلونيت هو موقع ويب من نوع قاعدة بيانات أفلام ‏ أنشئ في 2006.

## وصلات خارجية
- الموقع الرسمي